# Руво-ді-Пулья
Руво-ді-Пулья (італ. Ruvo di Puglia) — муніципалітет в Італії, у регіоні Апулія, метрополійне місто Барі.
Руво ді Апулія знаходиться приблизно в 350 км на схід від Рим, в 33 км на захід від Барі.
Населення: 25 574 (2014). Щорічний фестиваль проходить 3 лютого. Меценат — Власій Севастійський.
Це місто мистецтва, відоме своїм романсько-готичним середньовічним собором, музеєм Ятта, де зберігаються 2000 археологічних знахідок грецького, елліністичного та римського періодів, і гротом Сан-Клето (Анакліт), перший єпископ Руво і третій папа в історії.
Його історичний центр дуже стародавній і середньовічного походження, побудований на римському антецеденті. Спочатку станція Траянова дорога та Франкігена дорога, Руво завжди був важливим економічним і процвітаючим центром у своїй довгій тисячолітній історії.

## Демографія
Населення за роками:

Станом на 1 січня 2023 року в муніципалітеті офіційно проживало 825 іноземців з 44 країн, серед них 323 громадяни країн Євросоюзу та 11 громадян України.

## Сусідні муніципалітети
- Альтамура
- Андрія
- Бішельє
- Бітонто
- Корато
- Гравіна-ін-Пулья
- Спінаццола
- Терліцці